# Nicolea gracilicauda
Nicolea gracilicauda är en ringmaskart som först beskrevs av Johan Gustaf Hjalmar Kinberg 1866.  Nicolea gracilicauda ingår i släktet Nicolea och familjen Terebellidae. Inga underarter finns listade i Catalogue of Life.